# (3684) Berry
(3684) Berry (1983 AK) – planetoida z grupy pasa głównego asteroid okrążająca Słońce w ciągu 3,46 lat w średniej odległości 2,29 au Odkrył ją Brian Skiff 9 stycznia 1983 roku.